# Ghost in the Shell
Ghost in the Shell (japonsky 攻殻機動隊, Kókaku kidótai, ve volném překladu Zásahová obrněná pořádková jednotka) je japonská post-kyberpunková série. Původní manga vytvořená Masamunem Širóem začala vycházet v roce 1989 v časopise Šúkan Young Magazine. Od té doby se dočkala několika animovaných filmových i seriálových zpracování, hraného filmu a videoher.

## Shrnutí
Ghost in the Shell je futuristický policejní thriller, jehož hlavní postavou je žena-kyborg Motoko Kusanagi. Kusanagi (pojmenovaná po jednom ze Tří císařských klenotů Japonska) je příslušnicí tajné divize Japonské národní veřejné bezpečnostní komise známé jako Sekce 9. Jednotka se specializuje na boj proti trestným činům spojených s nelegálním využíváním moderních (především počítačových) technologií. Kusanagi má v týmu výsadní postavení, obvykle je vzhledem k její minulosti v japonských obranných silách oslovována a zmiňována jako „Major“. Při své práci využívá výhod plynoucích z konstrukce svého těla, které je téměř celé umělé; organické zůstaly jen její mozek a část míchy.
Ghost in the Shell je žánrově kyberpunk nebo post-kyberpunk, stavbou podobný dílu Williama Gibsona, především jeho trilogii Sprawl (začínající slavným Neuromancerem). Kusanagi a její kolegové čelí vnějším hrozbám, ale bojují i s vnitřními rozpory vycházejícími z jejich vlastní povahy.

## Média

### Manga
Autorem originální mangy (včetně dvou pokračování) je Masamune Širó, který stojí za příběhem i kresbou. Její první kapitola byla zveřejněna v roce 1989 v časopise Šúkan Young Magazine. Souborně (tankōbon) byl první svazek vydán v roce 1991, jeho pokračování s názvem Ghost in the Shell 2: Man/Machine Interface pak v roce 2002. Rok nato byl vydán třetí svazek pod názvem Ghost in the Shell 1.5: Human-Error Processor. Ten obsahuje několik příběhů, které měly být původně použity při tvorbě druhého dílu.
Jako manga byly zpětně zpracovány také televizní seriály Stand Alone Complex a Arise. Kromě toho byla ke druhému filmu (Ghost in the Shell 2: Innocence) v dubnu 2005 vydána stejnojmenná čtyřdílná ani-manga.

### Filmy a OVA
Od vydání originální mangy vzniklo množství animovaných filmů a OVA (Original Video Animation), které adaptují její děj nebo jsou propojeny se seriálovými anime zpracováními.
Manga byla poprvé zpracována v anime filmové adaptaci z roku 1995 s názvem Ghost in the Shell, již režíroval Mamoru Ošii. Původní první film byl přepracován v roce 2008, byla použita moderní počítačová animace (3D-CGI) a zvuk byl znovu nahrán (v 6.1). Tato nová verze měla japonskou premiéru 12. července 2008 pod názvem Ghost in the Shell 2.0 (Redux). 
Pokračování s názvem Ghost in the Shell 2: Innocence vyšlo již v roce 2004. I tento film režíroval Mamoru Ošii a na rozdíl od prvního filmu, kde je středem zájmu Motoko (a tajemný „Puppet Master“), zde pozici hlavní postavy přebírá její nejbližší parťák Bató s vydatnou pomocí Togusy a dalších kolegů známých z prvního dílu. Oba tyto filmy byly založeny na ději z první mangy, přičemž druhý díl vychází prakticky z jediné kapitoly Robot Rondo (doplněné některými prvky z  kapitoly Phantom Fund).
Další tři filmy už byly navázány na TV seriály Ghost in the Shell: Stand Alone Complex a vyšly i společně jako Ghost In The Shell – S.A.C. Trilogy Box Set. První film The Laughing Man z roku 2005 je vlastně sestřihem a shrnutím nejdůležitějších částí první série Stand Alone Complex pojících se ke stejnojmennému incidentu. Obdobně druhý film Ghost in the Shell: S.A.C. 2nd GIG – Individual Eleven je převyprávěním druhé série (2nd GIG) se zaměřením na společnost Individual Eleven. Třetí film Ghost in the Shell: Stand Alone Complex – Solid State Society na rozdíl od prvních dvou (které bývají řazeny spíše do kategorie OVA) není sestřihem, ale navazuje tam, kde druhá série skončila, a je tedy jejím pokračováním. Tematicky se váže k hackerovi známému jako „Puppeteer“ (loutkař). Byl (stejně jako seriál) režírován Kendžim Kamijamou, premiéra proběhla na satelitní televizní stanici SKY Perfect 1. září 2006.
OVA série Ghost in the Shell: Arise vycházela v letech 2013 až 2015. Zahrnuje pět filmů, označovaných jako Border a dějově předchází původní mangu. Na tuto sérii navazuje další (a zatím poslední) anime film Ghost in the Shell: The New Movie (taktéž z roku 2015).

### Anime TV série

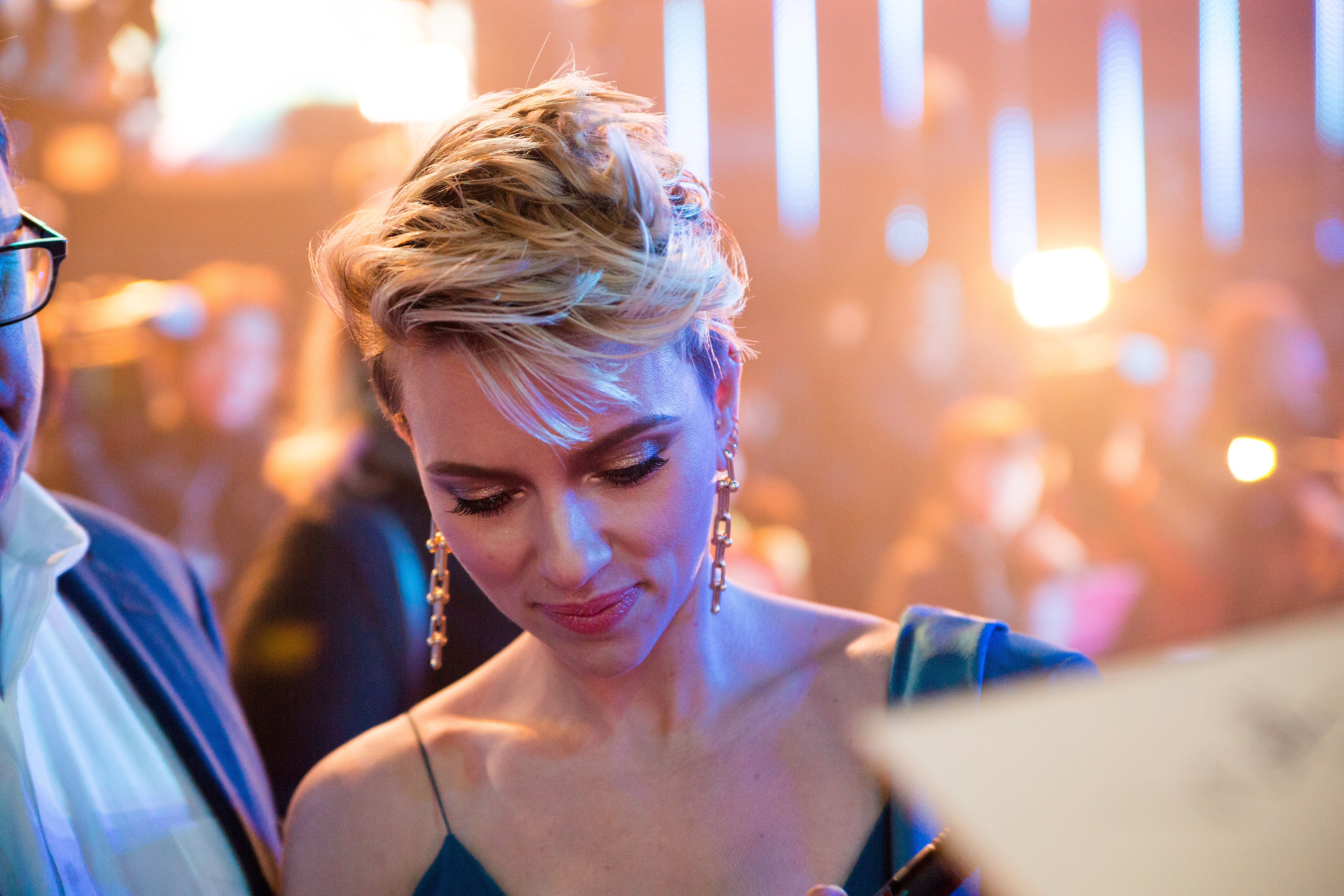
Scarlett Johanssonová na premiéře hrané adaptace z roku 2017, ve které ztvárnila hlavní roli

Ke Ghost in the Shell patří také dvě anime série po 26 dílech, jejichž děj časově spadá do období prvního filmu (cca rok 2030). Ghost in the Shell: Stand Alone Complex byl napsán a režírován Kendžim Kamijamou a vyrobený Production I.G a poprvé odvysílán na Animaxu od 1. října 2002 do 25. března 2003. U pokračování Ghost in the Shell: S.A.C. 2nd GIG (druhá série) se scénáře a režie opět chopil Kendži Kamijama a výroby Production I.G. Byl vysílán od 1. ledna 2004 do 8. ledna 2005. K těmto seriálům se váží tři filmy OVA (The Laughing Man k první sérii, Individual Eleven k 2nd GIG a Solid State Society, viz výše), dvě manga adaptace, série knih a několik počítačových her.
OVA série Ghost in the Shell: Arise z let 2013 až 2015 vyšla také v podobě TV seriálu pod názvem Arise – Alternative Architecture, který má 10 dílů. Prvně byl japonskými televizními stanicemi vysílán od dubna do června 2015. Také k této sérii byla vytvořena manga adaptace.

### Hraná adaptace
V roce 2008 hollywoodské studio DreamWorks a Steven Spielberg získali práva na výrobu hrané filmové adaptace původní mangy. Jako producenti byli navrženi Avi Arad a Steven Paul, pro přizpůsobení mangy do scénáře byl zprvu najat Jamie Moss, nicméně v říjnu 2009 ho vystřídala Laeta Kalogridis. Tento hraný film měl být původně hotov v roce 2011, nicméně došlo ještě k mnoha změnám a posunům (režie Rupert Sanders, scénář Jonathan Herman, hlavní role Scarlett Johansson) a byl vydán v roce 2017.

### Novely

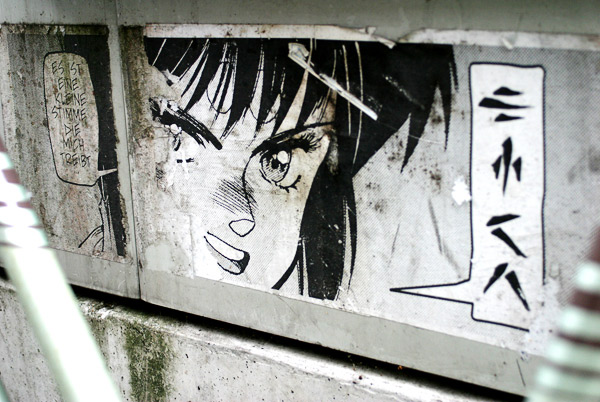
Nalepený panel z mangy Ghost in the Shell.

- After the Long Goodbye: napsáno Masakim Jamadou jako před-příběh ke Ghost in the Shell 2: Innocence.
- The Lost Memory, Revenge of the Cold Machines a White Maze: trilogie novel napsaná Džun'ičim Fudžisakim související s Ghost in the Shell: Stand Alone Complex.

### Videohry
První hra pro PlayStation byla vydána v roce 1997, vyvinutá Exactem a publikována THQ. Druhá hra nesoucí název anime seriálu Stand Alone Complex byla vydána v listopadu 2004 na PlayStation 2, vyvinuta SCEJ a Caviou a publikována společností Bandai. Hra se stejným názvem vyvinutá G-Artists a publikovaná opět společností Bandai byla vydána v roce 2005 pro PlayStation Portable, ale toto pokračování hry z PlayStation 2 mělo kompletně jiný příběh, nastavení a hru.
Pro PC platformu vyšla 28. července 2016 multiplayerová střílečka s názvem Ghost in the Shell: Stand Alone Complex – First Assault Online, která však byla v roce 2017 ukončena.

## Chronologie
Filmy a televizní seriály se odehrávají v alternativní budoucnosti. Původní film Ghost in the Shell se odehrává v roce 2029 a jeho pokračování Innocence v roce 2032. V anime seriálech Ghost in the Shell: Stand Alone Complex a Ghost in the Shell: S.A.C. 2nd GIG je děj zařazen do let 2030 až 2032, a film Ghost in the Shell: S.A.C. Solid State Society, který navazuje na mnohé události ze druhé série, se odehrává po dvou letech, v roce 2034.

## Dopad a vliv
Sourozenci Wachowští, tvůrci trilogie Matrix, se vyjádřili, že Ghost in the Shell na ně měl při tvorbě Matrixu vliv. Producent Joel Silver také uvedl v rozhovoru na DVD pro Animatrix, že Ghost in the Shell svým způsobem ovlivnil styl a vzhled Matrixu.

### Akademický vliv
Ghost in the Shell byl analyzován Williamem Gibsonem v knize Neuromancer v kapitole 4 Orienting the Future z knihy Wendy Hui Kyong Chunové Control and Freedom – Power and Paranoia in the Age of Fiber Optics. Vypadá to na aspekt vysokého technologického orientalismu uvedeného v obou pracích.